# Otto Wegener (strzelec)
Otto Henrik Wegener (ur. 3 lutego 1881 w Skanderborgu, zm. 2 kwietnia 1938 w Aarhus) – duński strzelec, olimpijczyk.
Uczestnik Letnich Igrzysk Olimpijskich 1920. Najwyższe miejsce osiągnął w drużynowym strzelaniu z karabinu małokalibrowego stojąc z 50 m (4. pozycja).

## Wyniki

### Igrzyska olimpijskie
| Igrzyska       | Konkurencja                                   | Wynik                             | Miejsce | Źródło |
| -------------- | --------------------------------------------- | --------------------------------- | ------- | ------ |
| Antwerpia 1920 | Karabin wojskowy leżąc, 600 m                 | 56 pkt.                           | ?       | [ 2 ]  |
| Antwerpia 1920 | Karabin małokalibrowy stojąc, 50 m            | 373 pkt.                          | ?       | [ 3 ]  |
| Antwerpia 1920 | Karabin małokalibrowy stojąc, 50 m, drużynowo | 1862 pkt. (druż.) 373 pkt. (ind.) | 4       | [ 1 ]  |